# Infrastruktura telekomunikacyjna
Infrastruktura telekomunikacyjna – według uchylonego prawa telekomunikacyjnego, urządzenia telekomunikacyjne, oprócz telekomunikacyjnych urządzeń końcowych, oraz w szczególności linie telekomunikacyjne, kanalizacje kablowe, słupy, wieże, maszty, kable, przewody oraz osprzęt wykorzystywane do zapewnienia telekomunikacji.
Prawo komunikacji elektronicznej z 2024 zawiera nową definicję. Infrastrukturą telekomunikacyjną są fizyczne elementy sieci telekomunikacyjnej wykorzystywane do zapewnienia telekomunikacji, w szczególności urządzenia telekomunikacyjne, linie kablowe, a także powiązane zasoby, z wyjątkiem 
powiązanych usług, budynków i wejść do budynków.
Pod pojęciem infrastruktury telekomunikacyjnej np. rozumie się zespół kabli i urządzeń, z których zbudowana jest sieć telefoniczna lub inna telekomunikacyjna. W jej skład wchodzi linia do abonenta, wyposażenie do obsługi abonenta na centrali oraz zestaw połączeń międzycentralowych wraz z urządzeniami do kierowania ruchu telekomunikacyjnego.